# This Man
This Man（ディス マン）は、イタリア人のマーケティング専門家・社会学者のアンドレア・ナテッラ (Andrea Natella) がゲリラ・マーケティングの一環として考案した都市伝説である。2008年に立ち上げられたEver Dreamed This Man?というウェブサイトが初出で、2009年10月頃から報道やインターネットユーザの注目を集め始めた。This Manは、2千人を超える世界中の人々の夢の中に繰り返し現れるものの、現実では決して姿を現さないとされる謎の人物と語られる。2010年にナテッラはThis Manがゲリラ・マーケティングの一環だったことを認めた。
映画や『X-ファイル』、『世にも奇妙な物語』といったテレビ番組で取り上げられ、『週刊少年マガジン』でThis Manを元にした漫画が連載された。

## 虚構の筋書き
This Manの初出であるEver Dreamed This Man? (ドメインはThisMan.org) の説明では、This Manを最初に描いたのはニューヨークの著名な精神科医 (ウェブサイトでは具体的に誰であるかは言及されない) であるとされる。
2006年1月に、夢でThis Manを見続けていると訴える女性患者を診察した際に描いたという。数日後、ある男性患者がその絵を見て、自分も夢で見たことがあると語った。どちらの患者も現実ではThis Manに会ったことがないと述べた。その後、精神科医が4人の同業者にこの絵を送ったところ、彼らの患者たちもその男性を夢で見たことがあった。
後に、ロサンゼルスやベルリン、サンパウロ、テヘラン、北京、ローマ、バルセロナ、ストックホルム、パリ、ニューデリー、モスクワといった世界中の主要都市で2000名を超える人々が夢でこの人物を見たことがあると訴えた。夢の内容はロマンチックなものや性的なもの、恐ろしいものと様々で、一緒に空を飛んだというものもあれば、何もせずに見つめてきたというものもある。
Vice誌でThis Manを事実として特集する記事が掲載された。その記事ではナテッラのインタビューが載っており、2008年の冬、最初に夢でThis Manを見て、その際にThis Manに誘われてその人物についての情報を求めるウェブサイトを立ち上げたと語った。This Manの似顔絵を用意したのも自分であり、携帯端末アプリケーションのUltimate Flash Faceを用いて作成したと述べている。
実在の人物でThis Manと似た容姿を持つ人物は特定されていない。夢でThis Manを見たことがある人と無関係であるが、This Manを夢に見たことがある人がいるとされる。また、This Manの声も判明していないとされる。これについては、夢では視覚情報と比べると音声は記憶に残りにくいことや、This Manは滅多に夢の中で話さないことが理由に挙げられている。ただし、ナテッラはThis Manの外見をThe Man from Another PlaceやThe Dummyといったフィクションの登場人物、アンドルー・ロイド・ウェバーやアブドルファッターフ・アッ＝シーシーといった実在の著名人と比較する手紙や電子メールを受け取ったと主張している。また、Arud Kannan Ayyaというインド人の導師など、自身がThis Manであると主張する人物もいたと語っている。
ThisMan.orgではThis Manについて下記の5つの説を提示している。
- This Manはカール・ユングの学説であり、無関係の人々が共通で見るという無意識の元型イメージの1つである。
- This Manは神が顕現した存在である。
- 企業が人々に精神的な条件付けを施してThis Manの夢を見せている。
- 単にThis Manを見た人の話を聞いた人がその夢を見ただけである。
- 夢の中で人の顔を覚えるのは困難であるため、自分が見た夢を思い出そうとしてThis Manの似顔絵を思い浮かべてしまう。

## 知名度
This Manは2009年にインターネットユーザや報道からの注目を集め始めた。その年の10月になってからThis Manのウェブサイトへのアクセスが急増した。短期間のうちに200万以上のアクセスを記録し、1万を超える電子メールが送られ、This Manを夢に見たという体験談や、This Manに似た人の写真が寄せられた。2009年10月12日にコメディアンのTim HeideckerがTwitterでThis Manについての投稿を行った。ナテッラの以前のゲリラ・マーケティングは局地的な関心しか集めなかったが、This Manで初めて世界的に広めることに成功した。

## 正体の公表
This Manの話が広まり始めたときから、電子掲示板である4chanのユーザや、ASSMEやio9などのブログで、ゲリラ・マーケティングではないかと疑う声があがった。彼らはThisMan.orgをホストする企業がguerrigliamarketing.itというウェブサイトもホストしていることを発見した。ナテッラは自身がフェイク広告の事業を行っていると紹介していた。そして、Kookというウェブサイト (This Manが注目を集めていた時期にナテッラが共同経営者になっていた) での2010年の投稿や、2012年に"Viral 'K' Marketing"と題された印刷媒体での記事で、ナテッラはとうとうThis Manは虚偽であることを認めた。
しかし、ナテッラはThisMan.orgが単にマーケティングの計略でしかなかったことを認めた一方で、何をプロモーションしていたのかは決して明かさなかった。The Kernelなどでは、ブライアン・ベルティノ (2008年の映画『ストレンジャーズ/戦慄の訪問者』脚本・監督) による同名の映画の宣伝のためだったという説が挙げられている。ゴースト・ハウス・ピクチャーズが2010年5月にThisMan.orgを購入し、ベルティノを脚本・監督として契約してThis Manを題材とした映画を製作していると公表した。ゴースト・ハウス・ピクチャーズが取得した映画化の権利は後に失効し、複数のイタリアの映画製作会社に打診が行われたものの、再取得は行われなかったという。
ナテッラがゲリラ・マーケティングと認めた後でも、The Epoch TimesやVice誌などでThis Manを事実として扱う報道が2010年代半ばまで続いた。後に、ViceはThis Manは事実ではないという旨の記事を掲載した。

## 他のメディアでの扱い
This Manが人々に知られるようになると、インターネットユーザはThis Manについての情報提供を呼びかけるチラシを改変し、This Manの顔をカール・マルクスやバラク・オバマなどの著名人の顔に置き換えた画像を制作した。コメディ・セントラルもダニエル・トッシュの顔を使用した同様の画像を制作している。
2010年に、魔夜峰央の漫画『パタリロ!』で This Man を扱った回が描かれている（初出『MELODY』2010年2月号、同年刊の単行本第85巻所収）。
2014年には日本でドラマ『MOZU』が公開。作中でThis Manをモチーフとしただるまと言われる男が登場する。
This Manの似顔絵は2017年の韓国映画Lucid Dreamの冒頭で短時間使用された。また、『X-ファイル』のエピソード"Plus One"でも取り上げられた。
フジテレビのオムニバスドラマシリーズ『世にも奇妙な物語』でも、2017年4月29日放送の『世にも奇妙な物語 '17春の特別編』にて「夢男」と題した短編ドラマでThis Manが登場した。
2018年に『週刊少年マガジン』でThis Manを元にした漫画『This Man〜その顔を見た者には死を〜』（花林ソラ原作、恵広史作画）の連載が開始された。マガジンポケットへの移籍を経て、翌年2019年に完結した。
2024年に、This Manに日本独自の解釈と社会風刺を加えて描いた映画『THIS MAN』が公開予定。